# Culex javanensis
Culex javanensis är en tvåvingeart som beskrevs av Bonne-wepster 1934. Culex javanensis ingår i släktet Culex och familjen stickmyggor. Inga underarter finns listade i Catalogue of Life.